# 言いなり☆プリンセス
『言いなり☆プリンセス』（いいなりプリンセス）は、中田ゆみ（なかた ゆみ）による日本の漫画作品。実業之日本社の月刊漫画雑誌『comicキャンドール』に連載された学園ストーリー漫画である。

## あらすじ
高校生の日向と北欧の王女であるレーナ姫との関係を描く物語。

## 登場人物

### 主人公
日向信幸（ひゅうが のぶゆき）
この作品の主人公。高校生、あることがきっかけでレーナと交際するようになる。
レナ・レーナ・レネ・リシェラント
北欧の姫、王位継承権を持つ。留学生として滞在。
気位が高い。
キリアム・ルティス
レーナの護衛兼メイド。
メディオラ・吉原・エイラ・ルーダ
レーナの毒味役兼校医。2人の仲を進展させようと協力する。

## 書誌情報
- 中田ゆみ 『言いなり☆プリンセス』 実業之日本社〈マンサンコミックス〉、全1巻
  1. 2010年5月発行（2010年5月29日発売）、ISBN 978-4-4081-7252-1